# Lepanthes mononeura
Lepanthes mononeura là một loài thực vật có hoa trong họ Lan. Loài này được Luer & Hermans mô tả khoa học đầu tiên năm 1997.